# Julie du Page
Julie Pichard du Page (* 6. Oktober 1973 in Paris) ist eine französische Schauspielerin und ein Model.

## Leben
Julie du Page verbrachte die meiste Zeit ihres Lebens in Montreal. Danach kehrte sie zurück nach Paris, um ihre Schauspielkarriere fortzusetzen. Ihre bekannteste Rolle ist die der Profikillerin Jayne in dem US-amerikanischen Thriller Betrayal – Der Tod ist ihr Geschäft.

## Filmografie (Auswahl)

### Filme
- 1993: Monsieur Ripois
- 1994: L'ours en peluche
- 1997: Le jour et la nuit
- 1999: Jusqu'à ce que la mort nous sépare
- 2000: On n'est pas là pour s'aimer
- 2001: Hautes fréquences
- 2002: The Race
- 2003: Cradle 2 the Grave
- 2003: Betrayal – Der Tod ist ihr Geschäft (Betrayal)
- 2005: La vie avec mon père
- 2006: Twice Upon a Time
- 2008: Transit
- 2009: Je me souviens

### Fernsehen
- 1992: Scoop
- 1993: Au nom du père et du fils
- 1994: Highlander (1 Episode)
- 1994–1995: Extrême limite (42 Episoden)
- 1995: The Hardy Boys (1 Episode)
- 1996: Les steenfort, maîtres de l'orge
- 1997: Hors limites (2 Episoden)
- 1998: Les cordier, juge et flic (1 Episode)
- 1998: H (Episode: Un mensonge)
- 1999–2000: Les boeuf-carottes (2 Episoden)
- 2000: Sous le soleil (4 Episoden)
- 2004: Lance et compte: La reconquête
- 2006: Lance et compte: La revanche
- 2010: C.A. (1 Episode)